# Annobón (prowincja)
Annobón (dawniej Pagalu) – jedna z ośmiu prowincji Gwinei Równikowej, położona na wyspie Annobón. Stolicą prowincji jest San Antonio de Palé. W 2015 roku prowincja liczyła 5232 mieszkańców. Zajmuje powierzchnię 17 km². Prowincja składa się z jednego dystryktu Annobón. 

## Demografia
W spisie ludności z 19 lipca 2015 roku populacja prowincji liczyła 5232 mieszkańców. 
|  |

Źródło: Statoids